# Schützenbruderschaft St. Annae et Katharinae
Die Schützenbruderschaft St. Annae et Katharinae, auch kurz Beyenburger Bruderschaft, ist die älteste Schützenbruderschaft im Bergischen Land. Sie ist seit dem Spätmittelalter im heutigen Wuppertaler Ortsteil Beyenburg angesiedelt.
Erstmals urkundlich erwähnt wurde die Bruderschaft im Jahr 1383, vermutlich ist sie aber älter. In seinem Buch „Beyenburg-Steinhaus“ (1883) schreibt der Pfarrer Joseph Koch, dass sie bereits 1366 in einer weiteren Urkunde erwähnt wurde. Diese Urkunde ist während der NS-Zeit verloren gegangen, ebenso die Urkunde, auf der das Jahr 1383 belegt ist, von der aber eine Abschrift erhalten blieb. Die meisten weiteren Überlieferungen aus dem Mittelalter wurden bereits bei einem Feuer am 30. November 1735 vernichtet.